# Romano IV Diogene
Romano IV Diogene (in greco Ρωμανός Δ΄ Διογένης?, Rōmanós IV Diogénēs; Cappadocia, 1030 circa – Isola di Proti, 4 agosto 1072) è stato un imperatore bizantino.
Fu basileus dei romei dal 1º gennaio 1068 al 26 agosto 1071. Egli perse la battaglia di Manzicerta contro il sultano Alp Arslan, venendo addirittura catturato e causando la perdita definitiva da parte dell'Impero bizantino di buona parte dell'Anatolia in favore dell'Impero selgiuchide.

## Biografia

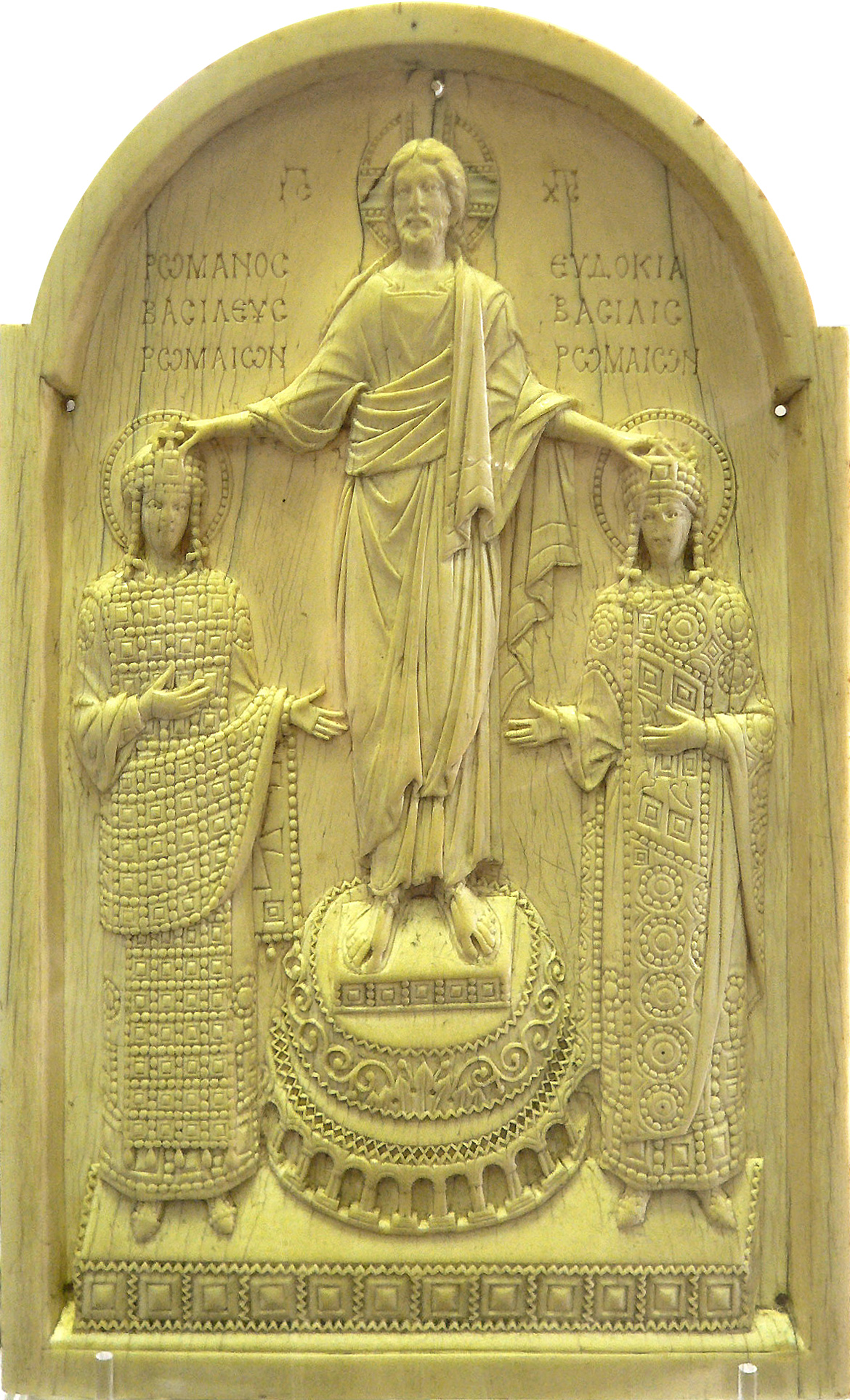
Cristo incorona Romano ed Eudocia (Département des Monnaies, Médailles et Antiques de la Bibliothèque nationale de France), Parigi.

### Origini e ascesa al trono
Nato alla fine degli anni venti dell'XI secolo, Romano apparteneva ad una importante famiglia della Cappadocia: il padre, Costantino Diogene, dopo aver servito l'imperatore Basilio II nella conquista della Bulgaria, aveva ricoperto importanti incarichi militari prima in Serbia e poi in Bulgaria finché, nel 1029, fu accusato di cospirare per la deposizione dell'imperatrice Zoe Porfirogenita e costretto a prendere i voti monastici al Monastero di Studion. La  madre era figlia di Basilio Argiro, fratello dell'imperatore Romano III.
Il padre, dopo aver cercato di evadere dal monastero, morì suicida nel 1032 e Romano decise di unirsi all'esercito ove si distinse per le sue doti militari e per il suo carattere coraggioso e generoso, per quanto impetuoso ed ostinato. Nel 1067, tuttavia, fu arrestato con la accusa di voler usurpare il trono dei figli dell'appena deceduto Costantino X Ducas; in attesa di condanna, fu convocato alla presenza della imperatrice reggente, Eudocia Macrembolitissa, la quale, inaspettatamente, decise di perdonarlo e lo scelse quale marito ed imperatore
La scelta fu influenzata non solo da ragioni politiche, ovvero la paura di perdere la reggenza, ma anche dal fatto che si era infatuata di Romano, la cui popolarità e le cui relazioni famigliari avrebbero potuto consolidare il governo traballante della dinastia Ducas; infine, era necessario un imperatore di buone capacità militari per rispondere alla minaccia dei turchi selgiuchidi che avevano invaso gran parte della Cappadocia ed avevano espugnato l'importante piazzaforte di Cesarea.
Ignorando le volontà testamentarie di Costantino X, Eudossia e Romano convinsero il Patriarca Giovanni ad acconsentire alle nozze; il Senato non si oppose ed il 1º gennaio 1068 fu celebrato il matrimonio; Romano fu incoronato imperatore dei Romani mentre i figli di Costantino X, Michele, Costanzo, e Andronico Ducas divennero co-imperatori.

### Campagne contro i Turchi

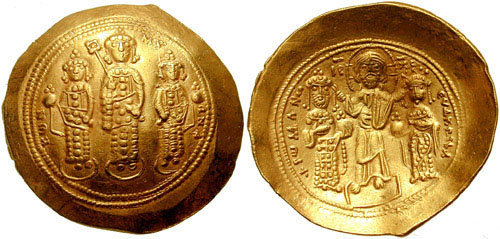
Histamenon d'oro, Michele VII Ducas cona fianco i suoi fratelli Andronico Ducas e Costanzo Ducas; sul rovescio, Romano IV ed Eudocia Macrembolitissa incoronati da Cristo.

L'elevazione di Romano a "Basileus autokrator" e custode dei suoi figliastri e co-imperatori fu contestata dalla famiglia Ducas, in particolare dal "Kaisar" Giovanni, fratello dell'ex imperatore Costantino X ed incontrò l'opposizione di una parte della Guardia Variaga e della burocrazia civile della capitale. Pertanto, consapevole delle opposizioni e del fatto che solo un successo militare avrebbe potuto consolidare il proprio potere, Romano decise di concentrare la propria attenzione sulla guerra contro i Turchi che da diversi anni, approfittando della riduzione degli effettivi dell'esercito imperiale, avevano più volte saccheggiato la Mesopotamia, Melitene, la Siria, la Cilicia e la Cappadocia.
Convinto che l'esercito bizantino sarebbe stato in grado di avere la meglio sui Turchi, Romano decise di reclutare mercenari slavi, armeni, bulgari e normanni e di richiamare alle armi i coscritti dei themata ma in ogni caso l'armata, anche a causa della decennale politica negligente di Costantino IX e Costantino X, restava disorganizzata, male equipaggiata e soprattutto priva di esperienza.
Romano IV decise di concentrare le proprie forze per consolidare il confine meridionale, in particolare la città di Antiochia che era la più esposta alle incursioni degli arabi di Aleppo i quali, con l'appoggio di truppe turche, cercavano di riconquistare la provincia bizantina della Siria; tuttavia, durante la marcia verso la frontiera, ricevette la notizia che un esercito selgiuchide aveva fatto un'incursione nel Ponto: immediatamente, l'imperatore prese con sé una piccola forza di cavalieri con la quale riuscì a sorprendere la retroguardia dei turchi e a tagliare loro la strada, costringendoli ad abbandonare il saccheggio e a rilasciare i prigionieri.
Dopo essersi ricongiunto con il resto dell'armata, Romano continuò la sua avanzata fino alla Cilicia, poi invase l'emirato di Aleppo, conquistò e cercò di fortificare la città di Hierapolis (affinché potesse garantire una maggiore protezione alla frontiera) ma, non ottenendo alcun successo decisivo, ripiegò verso Alessandretta; giunto in città, fu informato che i turchi avevano espugnato Amorium per poi ripiegare verso le loro basi; finalmente, nel gennaio 1069, l'imperatore fece ritorno a Costantinopoli.
Ritornato nella capitale, l'imperatore progettò di riprendere la campagna ma una parte dei mercenari normanni, a causa dei pagamenti in ritardo, cominciò a saccheggiare la regione di Edessa, in cui stazionavano; solo dopo diversi mesi, Romano riuscì a sedare la rivolta ma poco dopo dovette fronteggiare una nuova incursione dei turchi che avevano nuovamente invaso la Cappadocia. Desideroso di iniziare il prima possibile la spedizione, mise a morte tutti i prigionieri catturati, incluso un capo turco che aveva offerto un immenso riscatto per la sua vita ed immediatamente attraversò l'Eufrate nei pressi di Metilene: con il grosso dell'esercito mosse verso il confine meridionale dell'Armenia bizantina; parte del contingente fu lasciata sotto il comando di Filaterio Bracami a presidio della frontiera della Mesopotamia.
Filatero, tuttavia, in grave inferiorità numerica, fu sconfitto dai turchi e fu costretto a ritirarsi oltre la piazzaforte di Iconio che fu conquistata; l'imperatore, di conseguenza, abbandonò la spedizione in Armenia e decise di ritornare in Cilicia: dopo aver posto la propria base nei pressi di Sebastea, Romano ordinò al duca di Antiochia di chiudere i passi di montagna, in modo da isolare i Turchi; poco dopo, li attaccò ad Eraclea Cibistra ma costoro, pur abbandonando il bottino e parte dell'equipaggiamento, riuscirono comunque a ritornare ad Aleppo.

### Politica interna
Tornato a Costantinopoli, Romano fu trattenuto in città per oltre un anno tanto dalle ormai impellenti questioni amministrative tanto dalla grave situazione dei possedimenti bizantini in Italia meridionale, ormai ridotti alla sola città di Bari che da oltre due anni subiva l'assedio dei Normanni. Incapace di rispondere alla minaccia normanna, Romano si limitò a inviare una flotta con un contingente di supporto, sufficiente appena per prolungare la resistenza; la flotta, però, fu intercettata e colata a picco da una squadra navale normanna, capitanata da Ruggero I di Sicilia, fratello minore di Roberto il Guiscardo. Impossibilitata a continuare l'assedio, Bari capitolò il 15 aprile 1071.
Nel frattempo, avendo necessità di riordinare la situazione finanziaria, Romano fu costretto a richiamare in vigore gli editti di Isacco I Comneno e a ridurre la spesa corrente: abolì numerose cariche di corte, ridusse drasticamente il costo delle spese cerimoniali e degli stipendi dei funzionari, sospese ogni lavoro edilizio nella capitale ed abolì le feste pubbliche, tra le quali anche i consueti giochi all'Ippodromo.
Tale operato, oltre ad incidere notevolmente sui privilegi della nobiltà di corte e della burocrazia, contribuì a ridurre i profitti del ceto medio mercantile mentre la cancellazione delle feste e delle opere pubbliche fu fortemente osteggiata dalla popolazione comune. Già impopolare con la corte e la popolazione della capitale, Romano si isolò ancor di più per i suoi tentativi di riformare l'amministrazione civile e militare provinciale, minate da una forte corruzione.

### Ripresa delle ostilità con i Turchi
Durante la sua permanenza nella capitale, Romano affidò l'esercito a Manuele Comneno, un nipote dell'ex imperatore Isacco I. Costui riuscì ad ingaggiare uno scontro con i selgiuchidi ma fu sconfitto e fatto prigioniero da un generale turco di nome Khroudj; buon diplomatico, Manuele riuscì a convincere Khroudj a firmare un'alleanza con lo stesso Romano.
Oltraggiato dalla diserzione di un suo generale, il sultano Alp Arslan invase con un forte esercito l'Armenia bizantina e riuscì a conquistare le importanti piazzeforti di Manzicerta e Archesh; Romano tentò una manovra diplomatica offrendo di scambiare le conquiste attuate dal sultano in Armenia con la città di Hieropolis che l'imperatore aveva conquistato tre anni prima. Le trattative, tuttavia, furono fallimentari.

### Manzicerta
Agli inizi del 1071, mentre ancora si svolgevano i negoziati con Alp Arslan, Romano decise di mobilitare l'esercito allo scopo di riconquistare la fortezza di Manzicerta. La marcia, tuttavia, fu fortemente rallentata dalla carenza di disciplina delle truppe imperiali: i soldati saccheggiavano regolarmente le regioni di passaggio e quando Romano cercò di imporre una disciplina più ferma, un intero reggimento di mercenari tedeschi si ammutinò; solo con grande difficoltà, dunque, l'imperatore poté proseguire la marcia.
Convinto che il sultano turco fosse lontano, Romano inviò un distaccamento, al cui comando pose il generale Filareto Bracamio, ad attaccare Akhlat mentre con il resto dell'esercito avanzò e riconquistò la roccaforte di Manzicerta; pochi giorni dopo, però, la sua avanguardia incontrò l'esercito selgiuchide e un gruppo di mercenari Uzi decise di disertare e di raggiungere i turchi: l'imperatore, allora, inviò messaggeri in modo che il distaccamento inviato a conquistare Akhlat si potesse ricongiungere al grosso dell'armata ma costoro si imbatterono in un altro esercito turco e dovettero ritirarsi.
Alp Arslan, in inferiorità numerica e desideroso di avanzare verso la Palestina, non aveva alcun interesse ad attaccare l'esercito bizantino; dunque, propose condizioni di pace assolutamente favorevoli a Romano; l'imperatore, tuttavia, fiducioso e convinto che una vittoria decisiva avrebbe notevolmente rafforzato il suo prestigio, respinse l'offerta.
Il 26 agosto 1071 i due eserciti si disposero in battaglia: lo scontro durò per una intera giornata senza che nessuna delle parti riuscisse a prevalere sull'altra finché l'imperatore ordinò a una parte del suo contingente di rientrare nelle basi; a questo punto, Andronico Ducas, figlio del cesare Giovanni e cugino del co-imperatore Michele, approfittò della confusione dello scontro per sobillare l'esercito: disse che l'imperatore era morto con 30.000 soldati e con queste false notizie indusse la retroguardia, circa 15.000 soldati, ad arretrare.
Romano, scoperto il tradimento, decise di caricare i turchi: combatté valorosamente finché il suo cavallo fu ucciso e fu ferito alla mano; impossibilitato a impugnare la spada, fu catturato e portato al cospetto del sultano Alp Arslan.
In un primo momento, il sultano non riconobbe l'imperatore, poi, dopo averlo costretto ad inchinarsi, comandò che fosse trattato come un sovrano; Romano rimase prigioniero per otto giorni nel corso dei quali fu impegnato in trattative con il sultano: all'inizio Alp Arslan, pretese un riscatto di dieci milioni di nomismata, poi acconsentì a ridurlo a un milione e mezzo, con un tributo annuali di 360.000; Romano accettò l'offerta e fu immediatamente liberato.

### Fine
Dopo la battaglia, Eudocia Macrembolitissa tentò di conservare il trono per il marito ma l'opposizione aristocratica e la fronda del Senato, capeggiata da Giovanni Ducas e da Michele Psello, costrinse l'imperatrice a ritirarsi in monastero; il trattato con i turchi fu quindi revocato e Romano deposto. L'imperatore, tuttavia, non accettò di farsi da parte per Michele VII Ducas e radunò le forze  fedeli al marito.
La guerra civile, tuttavia, fu breve: a Dokeia l'esercito dei Ducas ebbe la meglio su quello di Romano che fu costretto a ritirarsi ad Adana, in Cilicia; inseguito dagli avversari e dopo aver ricevuto assicurazioni sulla propria sicurezza personale, l'imperatore Romano accettò di arrendersi e di prendere i voti in monastero. Poco prima di lasciare la fortezza, raccolse tutto il denaro che aveva e lo inviò al sultano, quale prova della sua buona fede, insieme ad un messaggio: "Da Imperatore, ti ho promesso un riscatto di un milione e mezzo. Detronizzato e in balia di altri, ti invio tutto quello che possiedo come prova della mia gratitudine.".
L'accordo stipulato tra Romano e Andronico Ducas fu, però, rigettato da Giovanni Ducas il quale il 29 giugno 1072, inviò propri uomini per accecare l'ex imperatore e poi lo confinò sull'isola di Prote, nel Mar di Marmara; privo di assistenza, la ferita si infettò e pochi mesi dopo Romano spirò, pregando per il perdono dei suoi peccati; a Eudocia, fu permesso di onorare le sue spoglie con un funerale.

## Discendenza
Romano si sposò due volte, la sua prima moglie fu Anna, figlia del re bulgaro Alusian; da questa unione nacque un figlio:
- Costantino Diogene, che aveva sposato Teodora Comnena, sorella del futuro basileus Alessio I Comneno, morì nel 1073.

In seconde nozze Romano sposò l'imperatrice Eudocia Macrembolitissa, moglie del suo predecessore Costantino X Ducas; da questo matrimonio nacquero due figli:
- Niceforo Diogene;
- Leone Diogene.

## Letteratura contemporanea
Nel romanzo storico Jerusalem di Andrea Frediani, è descritta la disastrosa sconfitta nella battaglia di Manzicerta del 1071, dove è rappresentato anche l'imperatore Romano IV Diogene.

## Galleria d'immagini

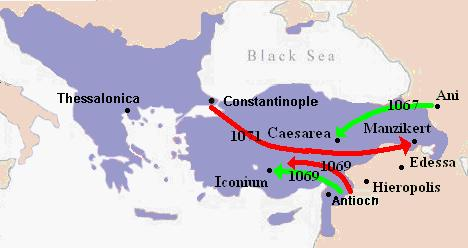
I movimenti dell'esercito turco, guidato da Alp Arslan, tra il 1067-1069 (in verde). I movimenti dell'esercito bizantino, guidato da Romano IV Diogene, tra il 1069-1071 (in rosso)
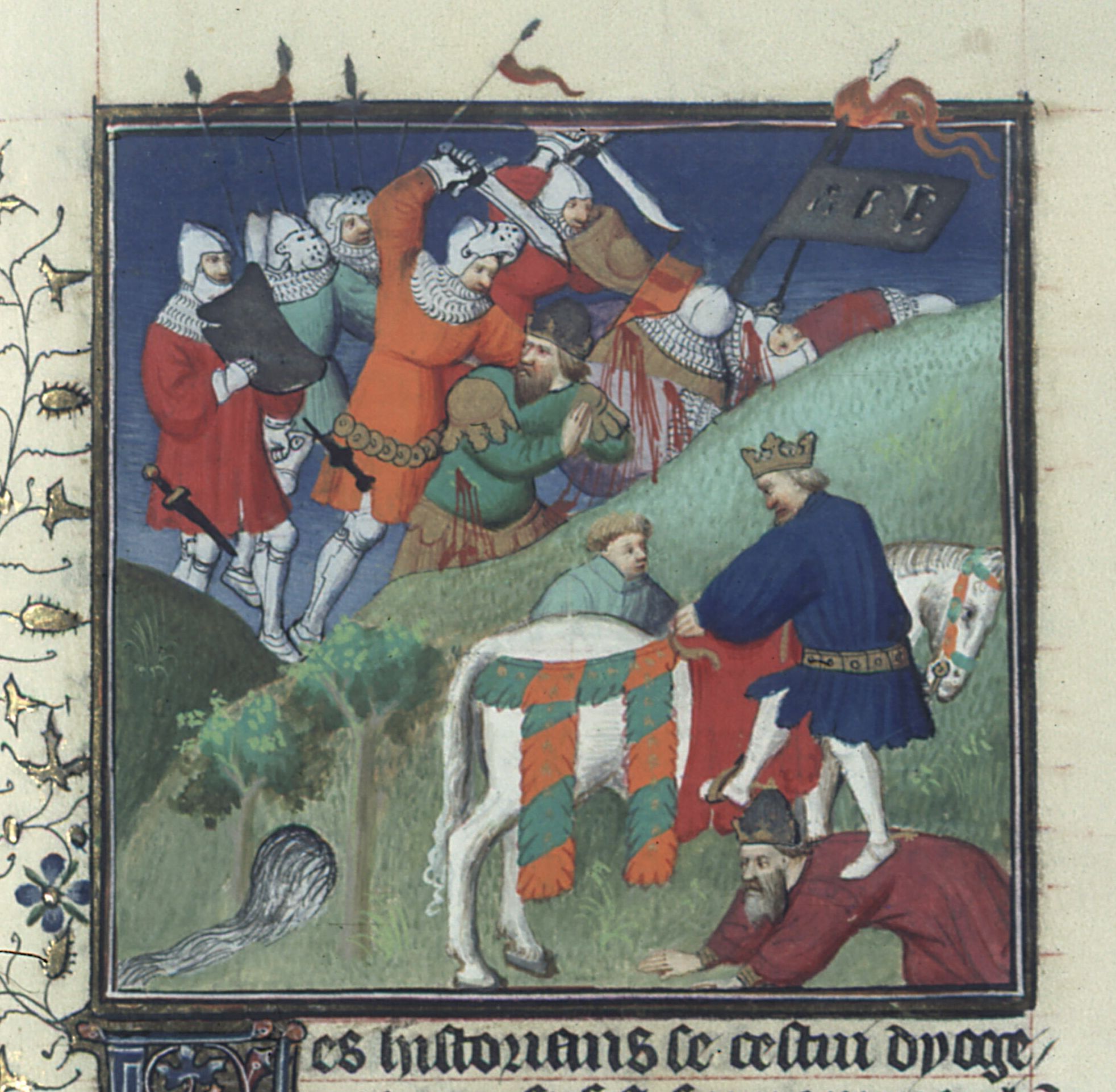
Rappresentazione della battaglia di Manzicerta
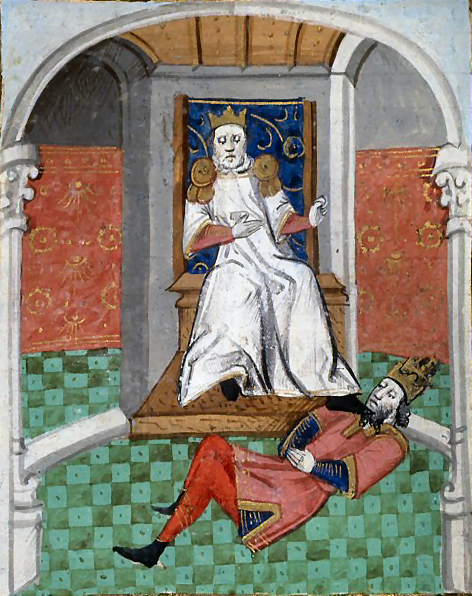
Romano IV rappresentato schiacciato dalla forza di Alp Arslan
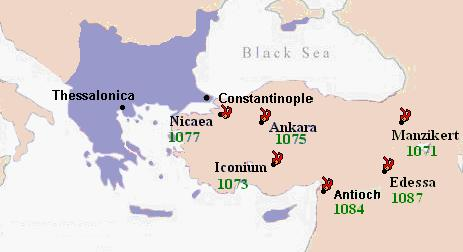
L'avanzata turca, dopo la battaglia di Manzicerta (1071), fino all'assedio di Edessa (1087)